# Jean du Bellay
Jean du Bellay (Glatigny, 1492 – Roma, 16 febbraio 1560) è stato un cardinale, vescovo cattolico e diplomatico francese.

## Biografia
Era il secondo dei sei figli di Louis du Bellay e Marguerite de La Tour-Landry. I suoi fratelli erano Guillaume, Martin e René.
Era un poeta e fu amico di Francesco I di Francia, del quale fu molte volte ambasciatore.
Fu prima vescovo di Bayonne, quindi fu eletto vescovo di Parigi nel 1532, carica che mantenne fino al 1551 (durante parte di questo periodo fu anche Amministratore Apostolico della diocesi di Limoges). Con lui ebbe inizio il Rinascimento nella diocesi, e si deve alla sua persuasione la fondazione della scuola di lingue e filologia al Collège Royal, che divenne in seguito il Collège de France. Nel 1533 negoziò tra Enrico VIII e papa Clemente VII per prevenire una rottura dell'Inghilterra con la Santa Sede e quando nel 1536 le truppe di Carlo V minacciavano la Piccardia e lo Champagne, ebbe da Francesco I il titolo di luogotenente generale del regno e pose Parigi in stato d'allerta. Du Bellay fu un tipico prelato rinascimentale e fu apprezzato per i suoi tre libri di poesie latine e i suoi magnifici discorsi latini. Per un certo periodo ebbe come segretario Rabelais.
Papa Paolo III lo elevò al rango di cardinale nel concistoro del 21 maggio 1535, assegnandogli il titolo cardinalizio di Santa Cecilia. Egli cambiò più volte questo titolo: nel 1547 optò per il titolo di San Pietro in Vincoli, poi nel 1548 per quello di Sant'Adriano al Foro e infine l'anno successivo per quello di San Crisogono.
Cadde in disgrazia sotto Enrico II, rassegnò le dimissioni dalla diocesi di Parigi nel 1551 e si trasferì a Roma.
Già amministratore apostolico dell'arcidiocesi di Bordeaux dal 1544 al 1553, lo fu ancora dal 1559 al 1560.
Nel 1553 era diventato vescovo di Porto e Santa Rufina e nel 1555 lasciò la titolarità di questa diocesi per quella di Ostia.

## Successione apostolica
La successione apostolica è:
- Vescovo Benedetto Tagliacarne (1534)